# Агва Асуль (водоспад)
Агва Асуль (ісп. Cataratas de Agua Azul — «водоспади блакитної води») — багатокаскадна система водоспадів в мексиканському штаті Чіапас. Вона розташована за 69 км від міста Паленке.
Система водоспадів складається з численних каскадів, що слідують один безпосередньо за одним. Найбільший з каскадів має висоту близько 6 м. Вода водоспадів дійсно виглядає блакитною через високий вміст мінералів. Подекуди відкладення цих мінералів залишаються на поверхні вапняка, з якого складається дно річки. На більшій частині водоспаду вода розділена на дві частини, із невеликими острівцями посередині.

## Галерея

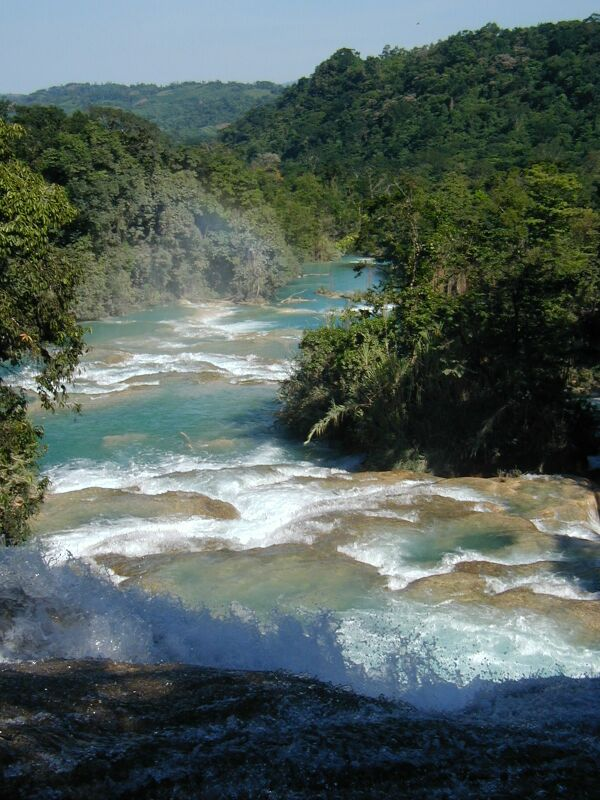
Каскади Агва Асуль з вершини
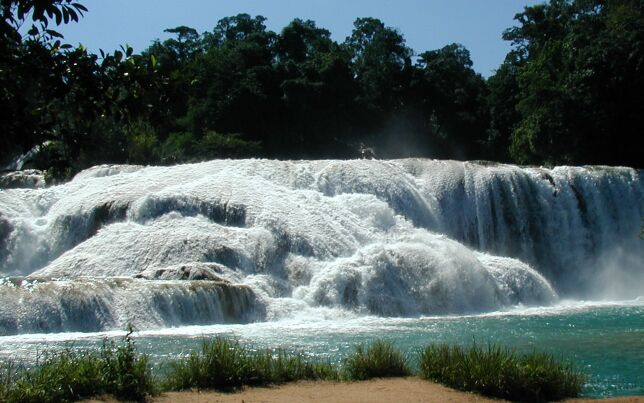
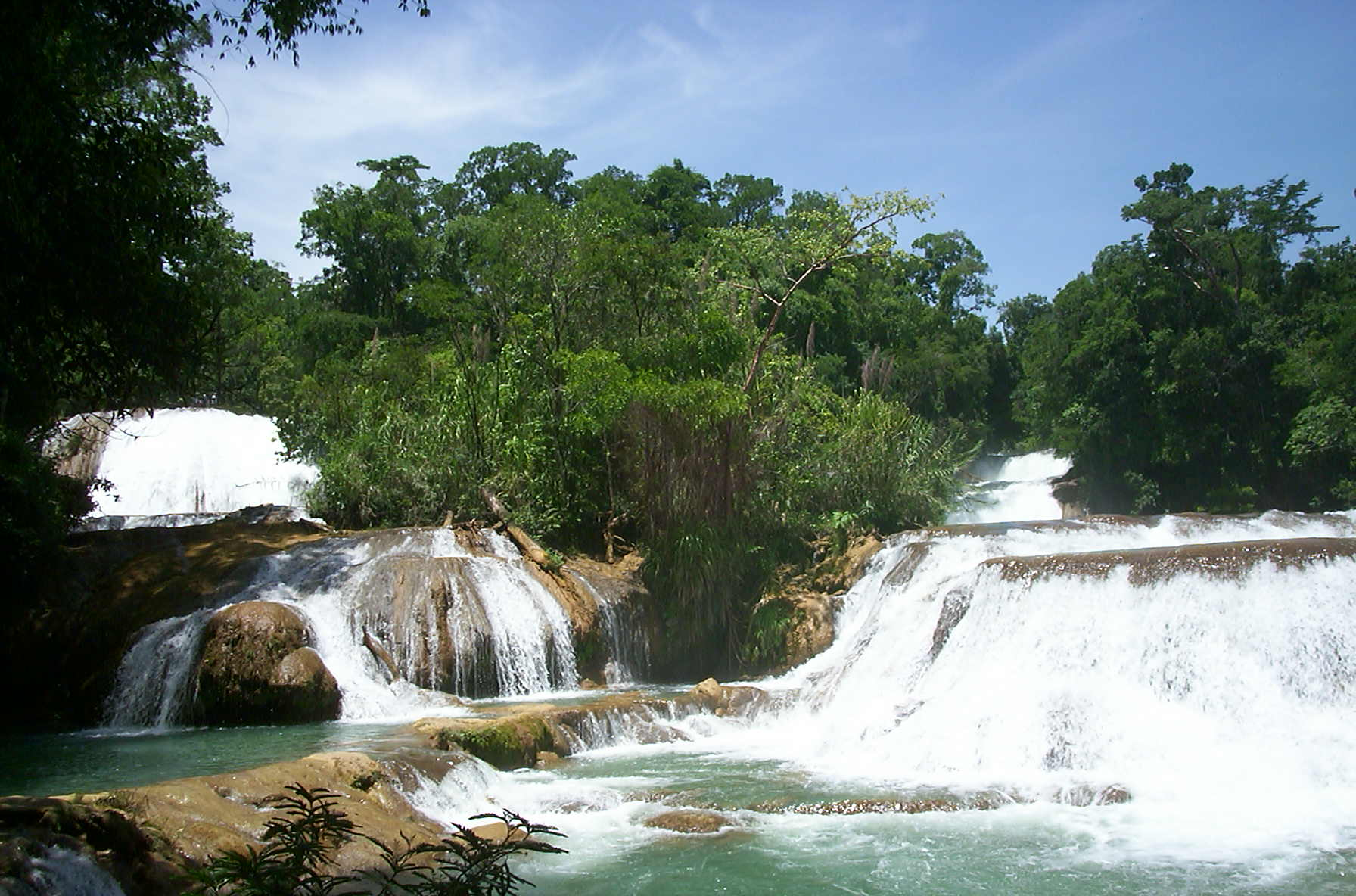